# Подпольная империя (2-й сезон)
Второй сезон сериала «Подпольная империя», премьера которого состоялась на канале HBO 25 сентября 2011 года, а заключительная серия вышла 11 декабря 2011 года, состоит из 12 эпизодов. Сериал был создан Теренсом Уинтером и основан на книге «Подпольная империя: Рождение, рассвет и коррупция в Атлантик-Сити» Нельсона Джонсона.

## В ролях

### Основной состав
Джек Хьюстон и Гретчен Мол были повышены до актёров основного состава во втором сезоне, после появления в нескольких эпизодах первого сезона.
- Стив Бушеми — Енох «Наки» Томпсон (12 эпизодов)
- Майкл Питт — Джеймс «Джимми» Дармоди (12 эпизодов)
- Келли Макдональд — Маргарет Шрёдер (12 эпизодов)
- Майкл Шэннон — Нельсон Ван Алден (9 эпизодов)
- Ши Уигхэм — Илаэс «Илай» Томпсон (11 эпизодов)
- Алекса Палладино — Анджела Дармоди (8 эпизодов)
- Майкл Стулбарг — Арнольд Ротштейн (7 эпизодов)
- Стивен Грэм — Аль Капоне (7 эпизодов)
- Винсент Пьяцца — Чарли Лучано (10 эпизодов)
- Пас де ла Уэрта — Люси Данцигер (4 эпизода)
- Майкл Кеннет Уильямс — Альберт «Мелок» Уайт (8 эпизодов)
- Энтони Лациура — Эдди Кесслер (10 эпизодов)
- Пол Спаркс — Майкл «Микки Дойл» Козик (9 эпизодов)
- Джек Хьюстон — Ричард Хэрроу (11 эпизодов)
- Гретчен Мол — Джиллиан Дармоди (9 эпизодов)
- Дэбни Коулмен — коммодор Льюис Кестнер (8 эпизодов)

### Приглашённые актёры
- Чарли Кокс — Оуэн Слейтер (11 эпизодов)
- Джози и Люси Галлина — Эмили Шрёдер (10 эпизодов)
- Хизер Линд — Кэти (10 эпизодов)
- Деклан и Рори Мактиг — Теодор «Тедди» Шрёдер (10 эпизодов)
- Анатол Юсеф — Меер Лански (10 эпизодов)
- Роберт Клохесси — Джим Нири (8 эпизодов)
- Кевин О'Рурк — Эдвард Л. Бадер (8 эпизодов)
- Брэди и Коннор Нун — Томми Дармоди (8 эпизодов)
- Доминик Кьянезе — Леандер Уитлок (7 эпизодов)
- Джозеф Аниска — агент Стэн Сэвики (6 эпизодов)
- Уильям Форсайт — Муня «Мэнни» Хорвиц (6 эпизодов)
- Джулианна Николсон — Эстер Рэндольф (6 эпизодов)
- Гленн Флешлер — Джордж Римус (4 эпизода)
- Эрик ЛяРэй Харви — Данн Пёрнсли (4 эпизода)
- Адам Муччи — заместитель Холлоран (4 эпизода)
- Кристиан Сайдель — Сигрид (4 эпизода)
- Брандон Зумстег — Брайан Томпсон (4 эпизода)
- Дэвид Аарон Бейкер — Билл Фэллон (3 эпизода)
- Мэттью Броудли — Патрик Томпсон (3 эпизода)
- Пирс Бантинг — Билл Маккой (3 эпизода)
- Уильям Хилл — Джордж О'Нил (3 эпизода)
- Кристофер Макдональд — Гарри Догерти (3 эпизода)
- Натали Уочен — Ленор Уайт (3 эпизода)
- Том Олдредж — Итан Томпсон (2 эпизода)
- Грег Антоначчи — Джонни Торрио (2 эпизода)
- Эд Джуитт — Джесс Смит (2 эпизода)
- Тед Руни — Джон Макгарригл (2 эпизода)
- Майкл Зеген — Багси Сигел (2 эпизода)
- Стивен ДеРоса — Эдди Кантор (1 эпизод)
- Кристина Джексон — Мэйбелл Уайт (1 эпизод)
- Питер Макробби — начальник Фредерик Эллиот (1 эпизод)
- Джефф Пирсон — Уолтер Эдж (1 эпизод)

## Эпизоды
| № общий | № в сезоне | Название                                                           | Режиссёр        | Автор сценария                               | Дата премьеры    | Зрители в США (млн) |
| --- | ---------- | ------------------------------------------------------------------ | --------------- | -------------------------------------------- | ---------------- | ------------------- |
| 13 | 1          | «21-й» «21»                                                        | Тим Ван Паттен  | Теренс Уинтер                                | 25 сентября 2011 | 2,91                |
| Январь 1921 года. Ку-клукс-клановцы нападают на подпольный склад спиртного, где Мелок со своими людьми организуют очередную погрузку алкоголя. В результате убито несколько «цветных», а сам Мелок смертельно ранит одного из нападавших. За этой атакой стоят Джимми, Илай и командор, нацелившиеся вырвать власть из рук Наки. Ван Алден встречает жену в Атлантик-Сити, утаивая от неё, что содержит втайне беременную от него Люси. На Наки сваливается ещё одна напасть — его арестовывают на основании подозрений в мошенничестве на выборах.          |            |                                                                    |                 |                                              |                  |                     |
| 14 | 2          | «Сами по себе» «Ourselves Alone»                                   | Дэвид Петрарка  | Говард Кордер                                | 2 октября 2011   | 2,59                |
| Наки освобождён из тюрьмы, и осознаёт, что от него отступились ключевые союзники, перешедшие на сторону коммодора. Маргарет активно помогает Наки и уносит из его рабочего офиса изобличающие документы. Джимми приезжает в Нью-Йорк для обсуждения новых деловых предложений с Ротштейном, Лучано и Лански, и срывает свою досаду на парочке шулеров из мафии. Мелок, находясь еще в тюрьме, показывает свою власть многословному сокамернику. |            |                                                                    |                 |                                              |                  |                     |
| 15 | 3          | «Опасные связи» «A Dangerous Maid»                                 | Сюзанна Уайт    | Итамар Мозес                                 | 9 октября 2011   | 2,86                |
| Наки пытается привлечь себе в помощь разных влиятельных людей в борьбе против выдвинутых обвинений, и открыто объявляет войну Джимми и коммодору. Ван Алден имеет дело с капризами Люси, страдающей от скуки и беременности. Маргарет хочет найти больше информации о пропавшей семье. Капоне посещает Атлантик-Сити, извещая Наки, что заключённая ранее договоренность о поставках алкоголя теперь не действует. Ротштейн улаживает спор Лучано и Лански с местной мафией.                                                                                 |            |                                                                    |                 |                                              |                  |                     |
| 16 | 4          | «Что делает пчела?» «What Does the Bee Do?»                        | Эд Бьянчи       | Стив Корнаки                                 | 16 октября 2011  | 2,55                |
| Наки договаривается с Ротштейном о поддержке, к нему на службу поступает ирландец Оуэн Слейтер, в прошлом боевик ИРА. После того как коммодор, перенёсший обширный инсульт, оказывается прикованным к постели, Джимми вынужден взять бразды управления в свои руки. Мелок освобождён из тюрьмы, но чувствует себя униженным, как в бизнесе, так и семейной жизни. Ричард позирует для портрета, который рисует для него Анджела. Помощники агента Ван Алдена сталкиваются со взрывоопасными последствиями во время расследования действий своего начальника. |            |                                                                    |                 |                                              |                  |                     |
| 17 | 5          | «Дешёвые слова» «Gimcrack and Bunkum»                              | Тим Ван Паттен  | Говард Кордер                                | 23 октября 2011  | 2,69                |
| После обмена дежурными фразами вежливости со своими врагами Наки представляет неожиданного спикера на церемонии в честь ветеранов войны в День Памяти Погибших. Томпсон приглашает нового юриста. Друг Коммодора преподаёт Джимми болезненный урок. Ричард отправляется на охоту. |            |                                                                    |                 |                                              |                  |                     |
| 18 | 6          | «Век разума» «The Age of Reason»                                   | Джереми Подесва | Батшеба Доран                                | 30 октября 2011  | 2,63                |
| С огромным риском для себя Наки поставляет крупную партию алкоголя в Филадельфию. Министр Юстиции Гарри Догерти сталкивается с затруднением, которое может осложнить дело Наки. Джимми находит нового наставника в лице Леандера Уитлока, много лет являвшегося адвокатом Коммодора. В то время как Маргарет исповедуется в своих грехах, Ван Алден в одиночку ведёт борьбу с собственной совестью. |            |                                                                    |                 |                                              |                  |                     |
| 19 | 7          | «Старая заноза» «Peg of Old»                                       | Аллен Култер    | Говард Кордер и Стив Корнаки и Батшеба Доран | 6 ноября 2011    | 2,74                |
| Наки привлекает чемпиона-тяжеловеса Джека Демпси к рекламе своего поединка на радио. Джимми предстоит принять решение, которое может изменить будущее Атлантик-Сити. Маргарет отправляется в Бруклин, чтобы пережить горечь и радость воссоединения со своей семьей, которую она оставила в Ирландии. Нельсон раздосадован прибытием нового прокурора, Эстер Рэндольф. Люси отчаянно нуждается в помощи и обращается за ней к своему бывшему любовнику. |            |                                                                    |                 |                                              |                  |                     |
| 20 | 8          | «Две лодки и спасатель» «Two Boats and a Lifeguard»                | Тим Ван Паттен  | Теренс Уинтер                                | 13 ноября 2011   | 2,54                |
| Пережив личную утрату, Наки, несмотря на опасения Илая, обращается за советом по поводу своего политического положения к Арнольду Ротштейну. Томпсон впервые попадает в ситуацию, когда он должен благодарить сотрудника ФБР. Анджела находит на пляже нового друга, и случайно узнаёт об измене своего мужа. Ван Алден обзаводится нянечкой. Наки предлагает Оуэну работу за рубежом. |            |                                                                    |                 |                                              |                  |                     |
| 21 | 9          | «Битва века» «Battle of the Century»                               | Брэд Андерсон   | Стив Корнаки                                 | 20 ноября 2011   | 2,55                |
| По прибытии в Белфаст Наки и Оуэн отправляются на встречу с лидерами Ирландской республиканской армии с предложением бартерной сделки. Тем временем Джимми и его партнёр в Атлантик-Сити заключают договор с Джорджем Ремусом на поставку "медицинского" алкоголя. Болезнь Эмили принимает серьёзный оборот, и Маргарет начинает волноваться. Данн Парнсли устраивает рабочую забастовку. Вакси Гордон предпринимает действия против Мэнни Хорвиц в Филадельфии. Рэндольф и Лэтроп расспрашивают Хэллоран о прошлом Наки.                                    |            |                                                                    |                 |                                              |                  |                     |
| 22 | 10         | «Персиковый штат» «Georgia Peaches»                                | Джереми Подесва | Дэйв Флеботт                                 | 27 ноября 2011   | 2,73                |
| Наки пресекает очередную инициативу Джимми по добыче алкоголя, и Дармоди со своими партнёрами вынужден искать новые источники получения доходов в Атлантик-Сити. Приближается пик туристического сезона, команде Коммодора приходится решать проблемы, связанные с забастовкой: сесть за стол переговоров с бастующими рабочими или перейти в "контрнаступление". Маргарет идёт к отцу Бреннану с "благочестивым делом". У Наки новый адвокат. Мэнни Хорвиц категорически отказывается выплачивать долг.                                                     |            |                                                                    |                 |                                              |                  |                     |
| 23 | 11         | «Под Божьей властью процветает» «Under God's Power She Flourishes» | Аллен Култер    | Говард Кордер                                | 4 декабря 2011   | 2,97                |
| Пока Маргарет размышляет о возможных последствиях своего прегрешения, Наки пытается подготовить её к наихудшему исходу. Джимми вспоминает времена в колледже с Анджелой и Джиллиан. Микки Дойл выходит из себя из-за дележа доходов его ликёрного бизнеса. Илай отказывается признать вину. Нельсона вновь преследует его прошлое. |            |                                                                    |                 |                                              |                  |                     |
| 24 | 12         | «За Павших» «To the Lost»                                          | Тим Ван Паттен  | Теренс Уинтер                                | 11 декабря 2011  | 3,08                |
| Наки грозит суд, и Джимми пытается загладить свою вину перед ним. Взвесив предложение Эстер Рэндольф, Маргарет принимает решение, которое может изменить не только её будущее, но и будущее Наки... |            |                                                                    |                 |                                              |                  |                     |

## Реакция

### Награды и номинации
Второй сезон получил 12 номинаций на премию «Эмми» на 64-й церемонии вручения премии и выиграл 4 из них. Второй сезон получил вторую подряд номинацию за лучший драматический сериал, в то время как Стив Бушеми был номинирован за лучшую мужскую роль в драматическом сериале. Сериал выиграл премии «Эмми» за лучшую работу художник-постановщика, лучшую операторскую работу в сериале за «21-й» и за лучшие визуальные эффекты в сериале за «Персиковый штат». Тим Ван Паттен выиграл премию «Эмми» за лучшую режиссуру драматического сериала за эпизод «За Павших».